# ある少女の告白 純潔
『ある少女の告白 純潔』（あるしょうじのこくはく・じゅんけつ）は、1968年に日活で製作された、森永健次郎監督作品。沖雅也の俳優デビュー作品である。高校三年生を題材にした青春映画。

## キャスト
- 本田恵美 : 丘みつ子
- 近藤徹 : 沖雅也
- 広田 : 杉良太郎
- 本田のぶ江 : 楠田薫
- 本田寛 : 高野誠二郎
- 文子 : 桂木美加
- 近藤重造 : 清水将夫

## 併映作品
- 『燃える大陸』